# Giacomo Losi
Giacomo Losi (Soncino, 9 de outubro de 1935 – Roma, 4 de fevereiro de 2024) foi um futebolista e treinador italiano que jogava como defensor. Jogou toda a sua carreira pela Roma, sem mudar de equipe, e nem ser expulso.

## Carreira
Giacomo Losi fez parte do elenco da Seleção Italiana de Futebol na Copa do Mundo de 1962, no Chile, ele fez duas partidas.

## Morte
Losi morreu no dia 4 de fevereiro de 2024, aos 88 anos.